# 一篓油水饺
一篓油水饺又称一篓油饺子、一篓油，是河北邯郸地区汉族的风味面食小吃。一篓油在1999年与“丛台酒”一同是中国大陆商务部认定的“中华老字号”，并荣获中华金鼎，河北省名小吃等名誉称号。和一禾水饺、一口香水饺同为邯郸地区较为出名的水饺类面食小吃。

## 起源
据传一篓油水饺是由王一香创建，在王一香早年与其父在赵国都城邯郸南门外开一肉包铺。有一天，赵国大将廉颇在武灵丛台点兵路过南门外时，闻着王一香肉包铺的肉包香味，廉颇就来购买包子，不巧包子已卖完。廉颇一急之下，将案板上的没有蒸好的包子全部扔到开水锅里，一会儿包子全浮上来，廉颇吃后连声叫好说道：“真是一咬一篓油，真香。”此后，王一香把包子铺改为“一口油”水包馆。后来的李氏后人继承了“一口油”的制作方法，成品汁液丰富，包裹馅心，吃时流油，在北宋年间改为“一篓油”，传至至今。

### 現代考察
根据现有的资料可查的是，关于一篓油水饺的历史始于1937年。早在民国时期王金堂在邯郸市洛新街水饺馆创制。由于饺子选料精细，坚持用新肉（当天宰杀的肉），配上小磨麻油和其他上等调味品，精心制馅、包制，成熟后汁包馅，吃时流油，所以叫一篓油水饺。